# Jania sagittata
Jania sagittata (J.V. Lamouroux) Blainville, 1834  é o nome botânico de uma espécie de algas vermelhas pluricelulares do gênero Jania.
- São algas marinhas encontradas na Ásia (Filipinas e Indonésia), Africa (Quênia, Ilhas Maurícias, Somália e África do Sul), América do Sul (Brasil, Austrália e Nova Zelândia.

## Sinonímia
- Corallina sagittata J.V. Lamouroux, 1824
- Amphiroa sagittata (J.V. Lamouroux) Decaisne, 1842
- Amphiroa lamourouxiana Decaisne, 1842
- Cheilosporum sagittatum (J.V. Lamouroux) J.E. Areschoug, 1852
- Jania lamourouxiana (Decaisne) J.H. Kim, Guiry & H.-G. Choi, 2007